# Parkia biglandulosa
Parkia biglandulosa là một loài thực vật có hoa trong họ Đậu. Loài này được Wight & Arn. miêu tả khoa học đầu tiên.

## Hình ảnh

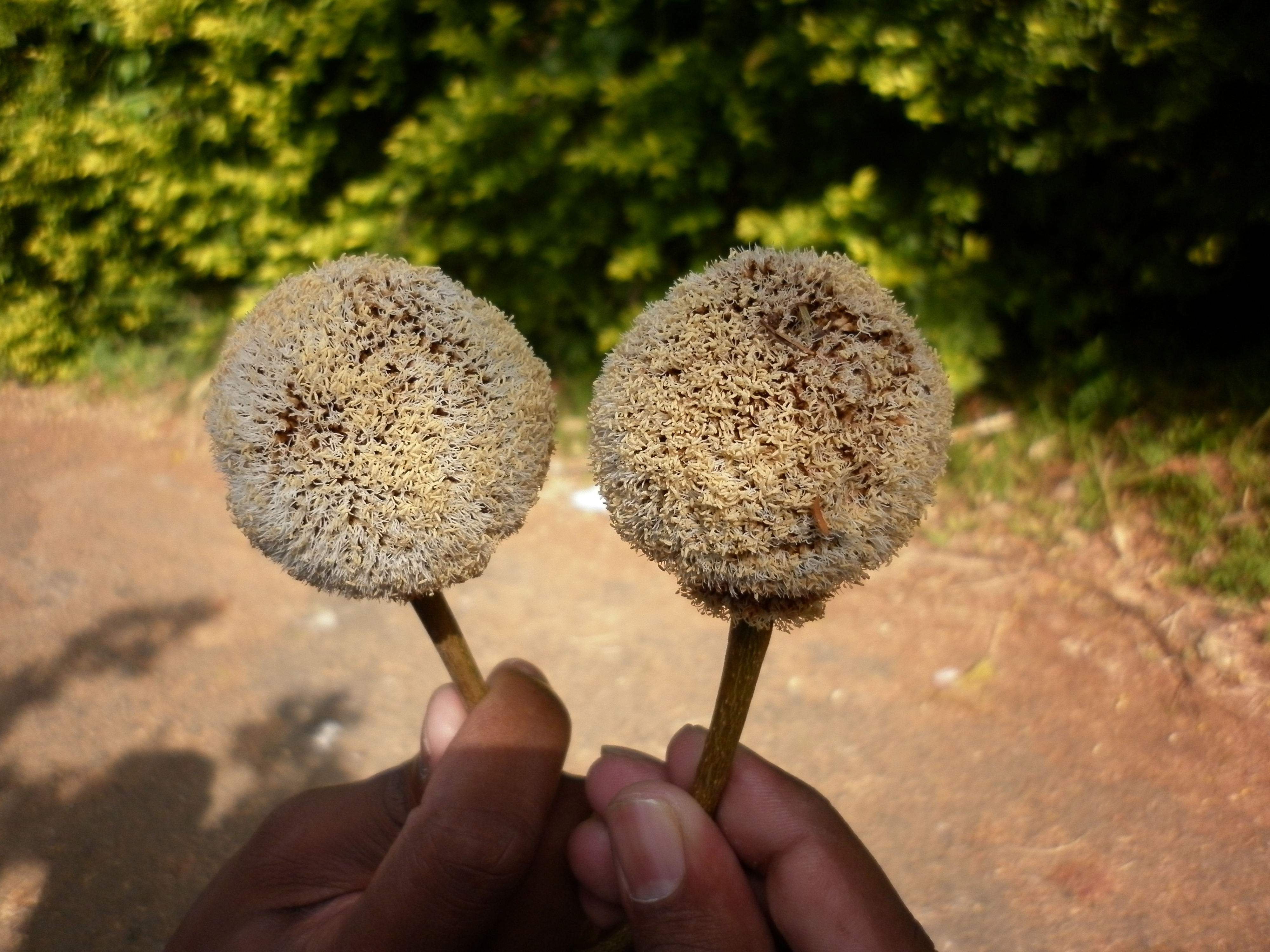
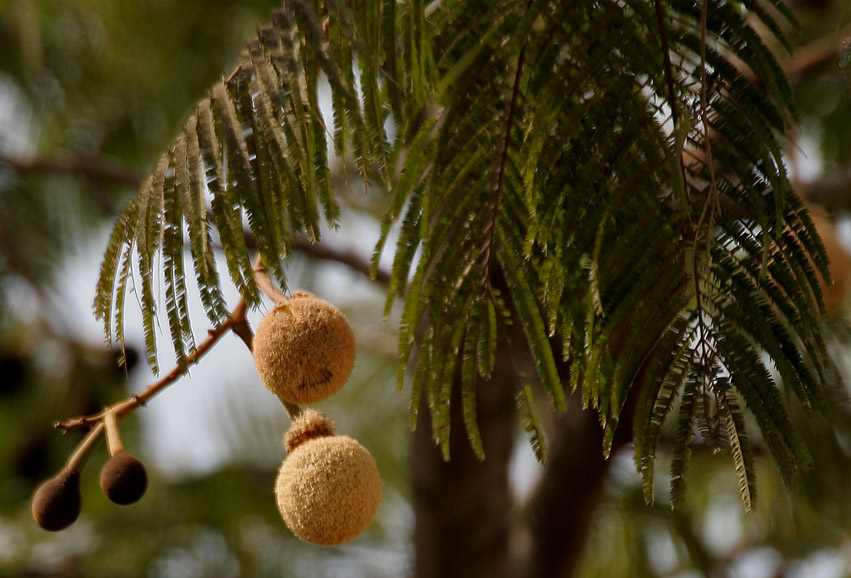
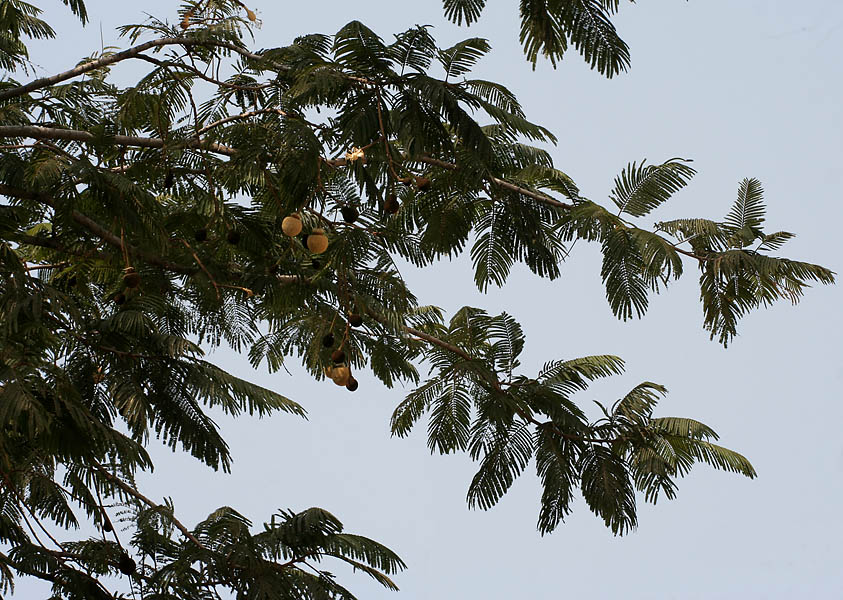
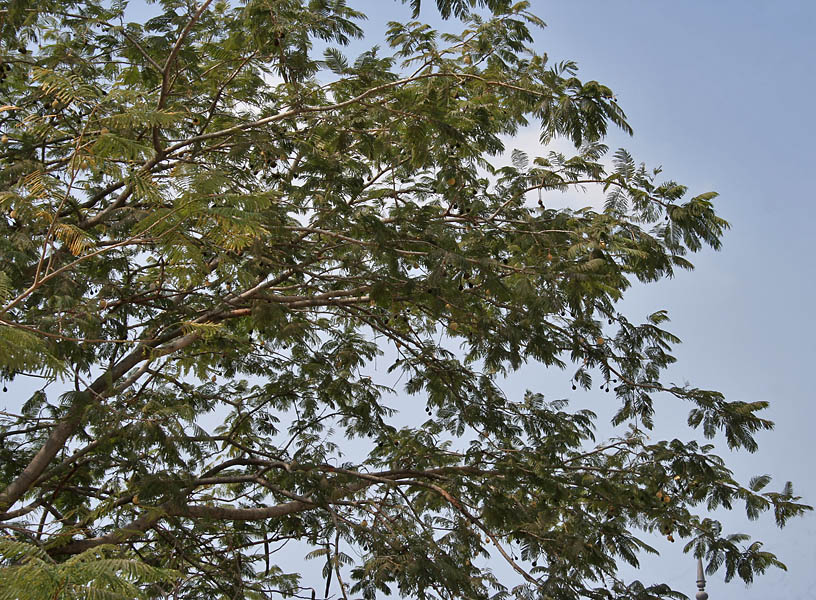